# Zbiór społeczny
Zbiór społeczny – agregat ludzi o podobnych charakterystykach posiadających jakąś cechę wspólną, wyróżnioną przez obserwatora zewnętrznego, bez względu na to czy ludzie ci uświadamiają sobie posiadanie tej cechy (łysi, osoby z problemami ruchu, blondyni).